# オズ旅団 (イスラエル国防軍)
オズ旅団 (Oz Brigade) は、2015年12月27日にイスラエル中央軍第98空挺師団隷下に編成された地上軍歩兵科指揮下の特殊作戦旅団である。オズ旅団は以前から活動していた4つの特殊部隊を統合する形で編成されている。
呼称についてはコマンド旅団 (Commando Brigade)、第89旅団 (89th Brigade) 、第89オズ旅団 (89th Oz Brigade) と表記されることもある。名称の"オズ"はヘブライ語で"力、強さ" (Strength)を意味する語である。

## 概要
イスラエル軍によれば、オズ旅団の構想は参謀総長ガディ・エイゼンコットによるもので、国防軍の長期再編計画（ギデオン計画）の一部であり、2014年のガザ侵攻作戦（プロテクティブ・エッジ作戦）および2006年の第二次レバノン戦争の戦訓に基づいているとされる。
また、第98空挺師団の指揮官によれば、オズ旅団は単に既存の特殊部隊を統合しただけではなく、新しい戦闘ドクトリンを国防軍内でリードする存在になり得るものであるとされている。またオズ旅団の創設は、これまで個別に活動していた部隊に対し、集約された拠点を与える事にもなる。オズ旅団は2016年には師団レベル規模の軍事訓練を実施した。
尚、国防軍のその他の特殊部隊、サイェレット・マトカル（参謀本部直属）、シャイェテット・13（海軍）、シャルダグ（空軍）、オケッツ、ヤハロムといった部隊は今まで通り独立して活動を継続している。

## 構成
オズ旅団を構成する特殊部隊は以下の4つである。いずれも大隊規模の部隊となる。
- マグラン（英語版） - 参謀本部直属で、第98空挺師団の元でも活動していた長距離偵察部隊。
- エゴズ - 北部軍、ゴラニ旅団所属の不正規戦（ゲリラ戦/対ゲリラ戦）部隊。
- ドゥヴデヴァン（英語版） - 第98空挺師団に所属しヨルダン川西岸地区での対テロ活動や情報収集活動（ミスタアラビム（英語版））を行っていた特殊部隊。
- リモン（ヘブライ語版） - 南部軍、ギヴァティ旅団隷下に2011年に編成された砂漠戦闘/偵察部隊。2018年6月に独立したユニットとしてのリモンは廃止され、マグランに統合された[6][7]。